# Katarzyna Kotula

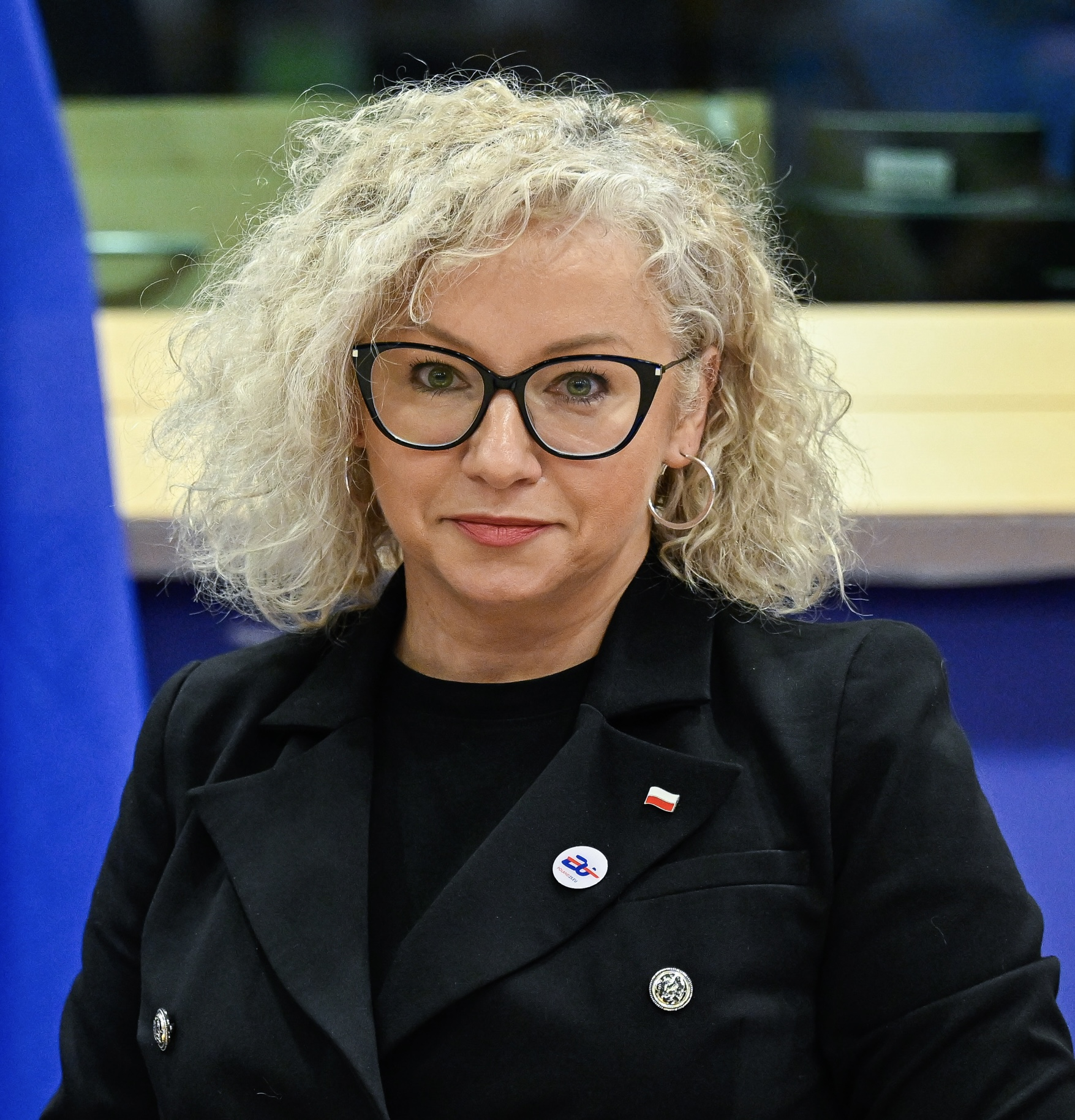
Katarzyna Kotula, 2025

Katarzyna Kotula (* 1. Februar 1977 in Gryfino) ist eine polnische Politikerin, Anglistin und Feministin. Seit dem 13. Dezember 2023 ist sie Ministerin für Gleichstellung im Kabinett Tusk III.

## Werdegang
Nach dem Abitur war sie in ihrer Heimatstadt etwa zwanzig Jahre lang als private Englischlehrerin tätig. Mehrere Jahre lebte sie mit ihrer Mutter in den USA. Kotula wurde nachgewiesen, falsche Angaben über ihren Bildungsstand gemacht zu haben: in offiziellen Biogrammen war von einem Magister von der Adam Mickiewicz-Universität die Rede, in Interview-Aussagen von 2019 von einem fortgeschrittenen Promotionsvorhaben in Neurolinguistik. Tatsächlich verfügt sie seit 2016 lediglich über ein Lizenziat eines "Collegium Balticum" (Stettin).

## Politisches Engagement
Kotula war an der Gründung der Partei Wiosna (Frühling) von Robert Biedroń beteiligt und wurde im Oktober 2020 Sprecherin der Partei. Nach der Auflösung von Wiosna wurde sie Mitglied der Partei Nowa Lewica (Neue Linke) und im November 2021 deren Ko-Vorsitzende in der Woiwodschaft Westpommern.
2019 wurde Kotula für den Wahlkreis Szczecin in den Sejm gewählt. In der 9. Sitzungsperiode engagierte sie sich u. a. in Ausschüssen und Unterausschüssen für Sozialpolitik, Familienpolitik und Politik für Menschen mit Behinderungen. 2023 wurde Kotula erneut in den Sejm gewählt, diesmal für den Wahlkreis Gdynia.
Am 13. Dezember 2023 legte Katarzyna Kotula den Amtseid als Ministerin für Gleichstellung ab.

## Politische Positionen
Kotula engagiert sich politisch für die Themenfelder Bildung, Frauenrechte und Menschen aus Randgruppen. Sie nahm an Frauenkongressen teil und war im nationalen Frauenstreik aktiv. Kotula war auch an der Gründung des Sozialkomitees Jesteśmy (Es gibt uns) beteiligt, das Betreuende von Menschen mit Behinderungen zusammenbringt und sich für die Umsetzung der UN-Behindertenrechtskonvention in Polen einsetzt.